# Daneil Cyrus
Daneil Nicholas Cyrus (ur. 15 grudnia 1990 w Plymouth) – piłkarz tryndadzko-tobagijski grający na pozycji obrońcy. Od 2019 jest zawodnikiem klubu Mohun Bagan A.C.

## Życiorys

### Kariera klubowa
Swoją karierę piłkarską Cyrus rozpoczął w United Petrotrin. W 2008 roku zadebiutował w nim w trynidadzkiej lidze. W 2009 roku przeszedł do Joe Public FC i w tamtym roku wywalczył z nim mistrzostwo kraju oraz zdobył Puchar Trynidadu i Tobago oraz Puchar Ligi.
W latach 2010–2012 grał w  1. FC Santa Rosa, skąd był wypożyczony do Caledonia AIA i Sporting Kansas City. W Major League Soccer zadebiutował 24 lipca 2011 w wygranym 4:2 domowym meczu z Toronto FC. W Sportingu rozegrał łącznie 2 mecze.
W 2012 roku Cyrus przeszedł do W Connection. Był stamtąd wypożyczany do wietnamskiego Hà Nội T&T, a także do amerykańskiego Chicago Fire. Następnie wrócił do W Connection.
Był zawodnikiem Juticalpa F.C. i Al-Orobah FC.
10 sierpnia 2019 podpisał kontrakt z indyjskim klubem Mohun Bagan A.C., bez odstępnego. 

### Kariera reprezentacyjna
W reprezentacji Trynidadu i Tobago Cyrus zadebiutował 5 maja 2010 w przegranym 0:2 towarzyskim meczu z Chile, rozegranym w Iquique. W 2012 roku zajął z kadrą narodową drugie miejsce w Pucharze Karaibów. W 2013 roku został powołany do kadry na Złoty Puchar CONCACAF 2013. Rozegrał na nim 3 mecze: z Salwadorem (2:2), z Hondurasem (2:0) i ćwierćfinale z Meksykiem (0:1).